# Cloyes-les-Trois-Rivières
Cloyes-les-Trois-Rivières è un comune francese di recente costituzione. Esso è infatti stato creato il 1º  gennaio 2017 incorporando i comuni di Autheuil, Charray, Cloyes-sur-le-Loir, Douy, La Ferté-Villeneuil, Le Mée, Montigny-le-Gannelon, Romilly-sur-Aigre e Saint-Hilaire-sur-Yerre, che ne sono divenuti comuni delegati.
Si trova nella regione Centro-Valle della Loira, dipartimento Eure-et-Loir, Arrondissement di Châteaudun.